# Cages
Ne doit pas être confondu avec Cages  (film) ou La Cage (Vaughn-James).
Cages est une bande dessinée du Britannique Dave McKean publiée en dix comic books entre 1990 et 1996 par Tundra Publishing puis Kitchen Sink Press. L'intégrale a été publiée par Kitchen Sink en 1998. Cages a été publiée en français en 1998 par Delcourt. La série a été distinguée par deux prix Harvey aux États-Unis et par l'Alph-Art du meilleur album étranger en France.
Œuvre difficile, Cages aborde différents thèmes : l'art et la vie des artistes, la foi, la créativité, etc. Dave McKean y déploie un dessin nerveux influencé par José Muñoz et Lorenzo Mattotti[réf. nécessaire].

## Publications

### En anglais
Comic books
- Cages n°1-7, Tundra Publishing, 1990-1993.
- Cages n°8-10, Kitchen Sink Press, 1993-1996.

Albums
- Cages vol. 1, Tundra Publishing, 1991. Reprend les trois premiers numéros.
- Cages (relié), Kitchen Sink Press, 1998.  (ISBN 0878166009) Harvey Award de la meilleure réédition 1999.
- Cages (relié), NBM Publishing, 2002.  (ISBN 1561633194)
- Cages (broché), Dark Horse Comics, 2009.  (ISBN 1595823166)
- Cages (relié), Dark Horse Comics, 2010.  (ISBN 1595823166)

### En français
- Cages, Delcourt, coll. « Contrebande », 1998.

## Récompenses
- 1992 : Prix Harvey de la meilleure nouvelle série
- 1999 : 
  - Prix Harvey de la meilleure réédition
  - Prix Ignatz du meilleur roman graphique ou recueil
  - Alph-Art du meilleur album étranger au festival d'Angoulême[1]

## Documentation
- Bruno Canard, « Ce si beau "Cages" », dans L'Indispensable n°2, octobre 1998, p. 3-5.
- Erwin Dejasse, « Cages », dans Primés à Angoulême, Angoulême : Éditions de l'An 2, 2003, p. 92-93.
- Patrick Gaumer, « Cages », dans Dictionnaire mondial de la BD, Paris, Larousse, 2010 (ISBN 9782035843319), p. 138.
- (en) Kent Worcester, « Cages », dans M. Keith Booker (dir.), Encyclopedia of Comic Books and Graphic Novels, Santa Barbara, Grenwood, 2010, xxii-xix-763 (ISBN 9780313357466), p. 79-81.
- Paul Gravett (dir.), « De 1990 à 1999 : Cages », dans Les 1001 BD qu'il faut avoir lues dans sa vie, Flammarion, 2012 (ISBN 2081277735), p. 693.